# Néville-sur-Mer
Néville-sur-Mer är en kommun i departementet Manche i regionen Normandie i norra Frankrike. Kommunen ligger i kantonen Saint-Pierre-Église som tillhör arrondissementet Cherbourg. År 2018 hade Néville-sur-Mer 194 invånare.

## Befolkningsutveckling
Antalet invånare i kommunen Néville-sur-Mer
| Referens: INSEE |